# Pugio
A pugio a tőr latin elnevezése. 
Általánosságban a római legionariusok által használt fegyvert értjük alatta, emellett a gladiátorok felszerelésében is helyet kapott.

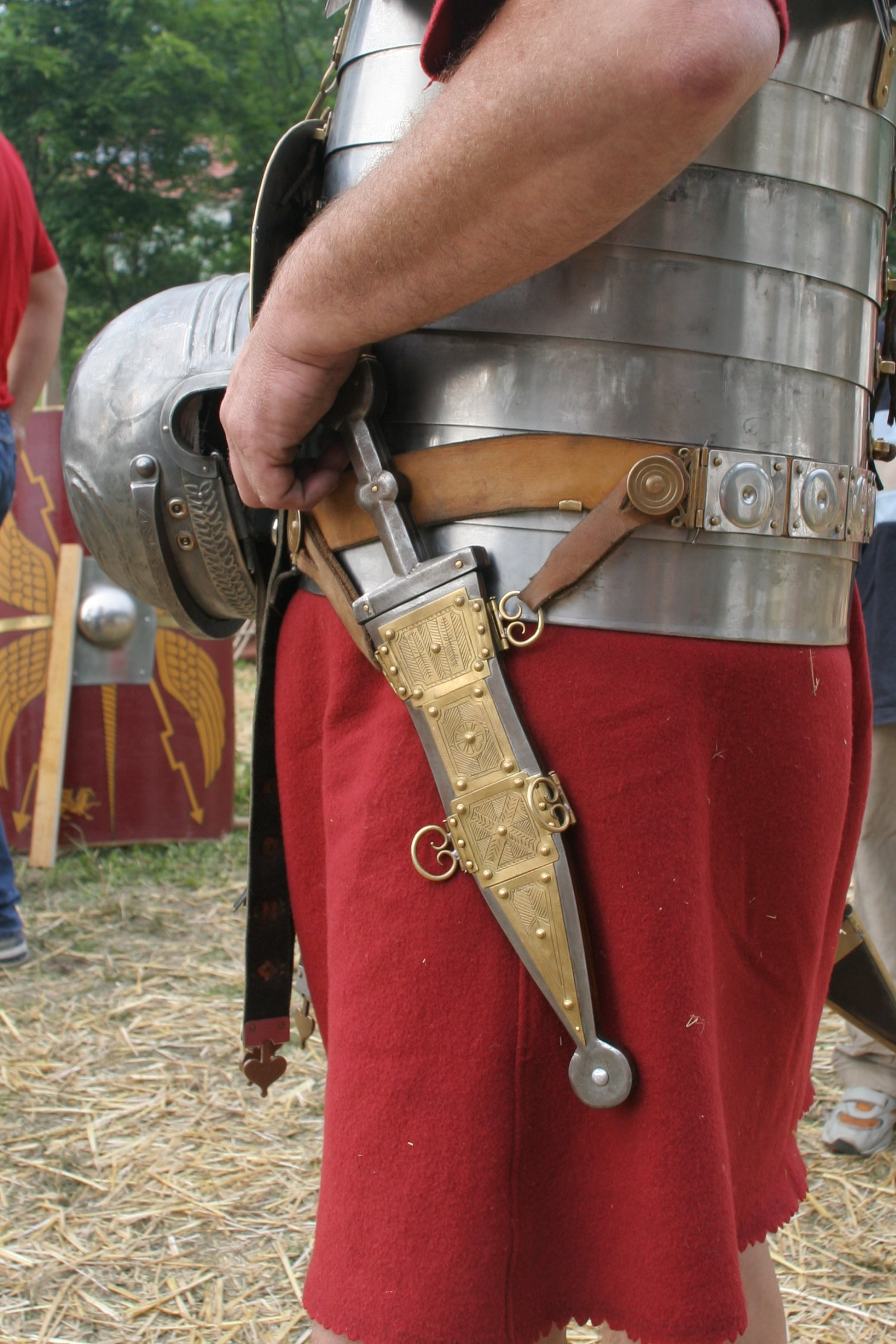
Pugio replika (i.sz. 70 körüli)

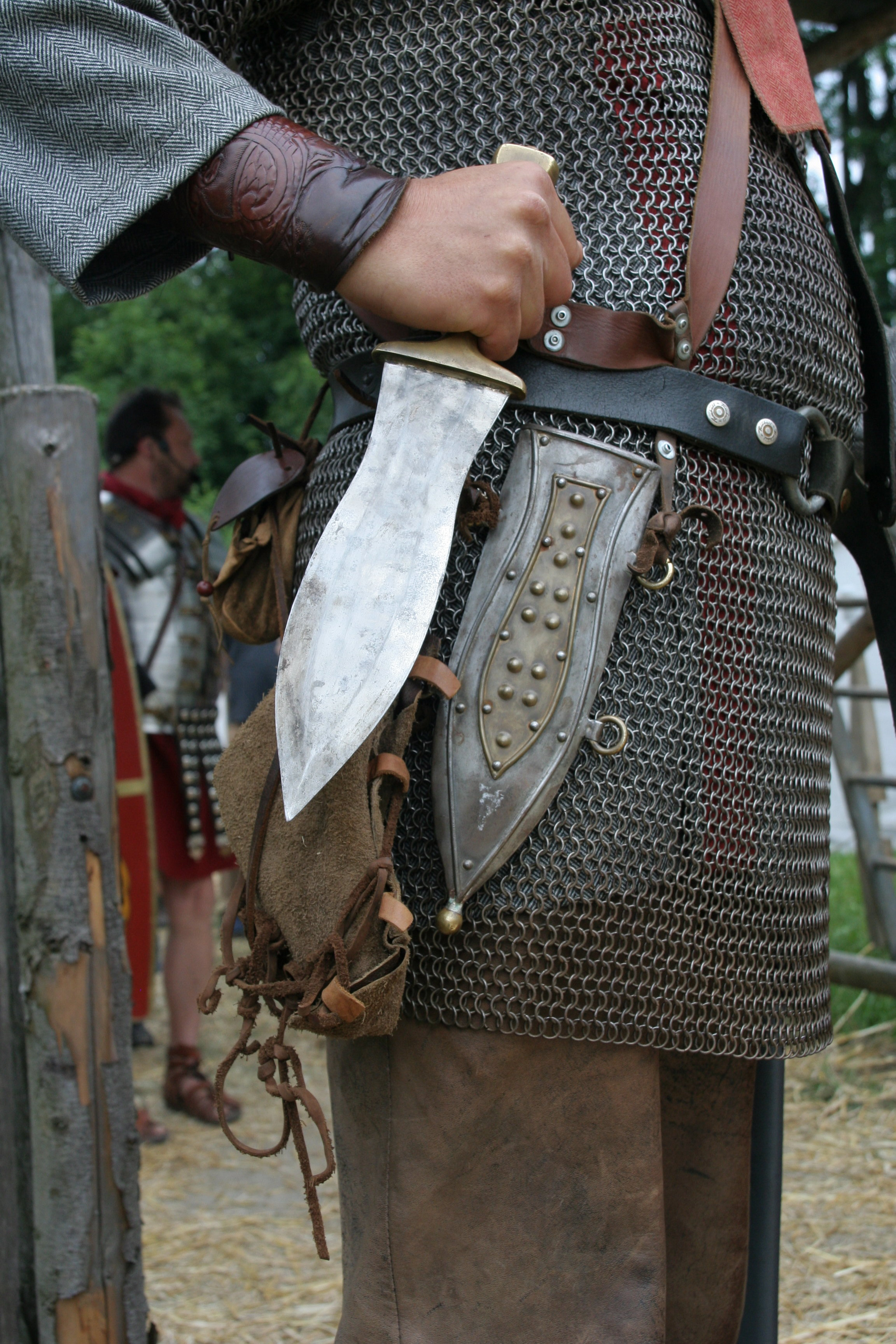
Pugio replika (i.sz. 175. körüli)

## Felépítése
A légiós pugio rövid, vasból kovácsolt, vaskos pengéje leginkább döfésre volt alkalmas. 
"A" - levél formájú - és "B" - markolattól középtájig egyenes, majd hegyes csúcsban végződő típusai különböztethetőek meg. 
Hossza 18 és 28 centiméter közötti, szélessége körülbelül öt centiméter. 
Külön markolatvédővel nem rendelkezett; a markolat végét kisebb markolatgomb foglalta el.

## Viselése
A legionarius tőrét bal oldalán horda, díszes fémborítással ellátott fatokban. A tok nem az övről függött, hanem keskeny vállszíjon.
Megjegyzendő, hogy míg a gladius kötelező részét képezte a legionarius felszerelésének, a pugio-val kapcsolatban nem maradt fenn ilyen információ; korabeli ábrázolásokon látható olyan katona, aki nem viselte. Tiszteknél általános kiegészítő.